# Muzeum Palmach
Muzeum Palmach (hebr. ‏מוזיאון הפלמ"ח‎) – muzeum położone w „nie-mieszkalnym” osiedlu Kirjat ha-Muze’onim w Tel Awiwie, w Izraelu. Jest poświęcone dokumentacji historii żydowskich oddziałów wojskowych Palmach i ich wkładu w utworzenie niepodległego Państwa Izraela.

## Historia
Muzeum Palmach zostało otworzone w 2000.

## Zbiory muzeum
Sposób przedstawienia zbiorów muzeum jest niezwykle nowatorski. Zwiedzający muzeum dołącza do grupy młodych rekrutów Palmach i stopniowo poznaje historię tych kompanii szturmowych, stanowiących siły specjalne Hagany, które walczyły podczas wojny domowej w Mandacie Palestyny w latach 1947–1948. W muzeum nie ma żadnych tradycyjnych wystaw albo zbiorów dokumentów, jest to raczej trójwymiarowa przestrzenna prezentacja, połączona z multimedialnymi prezentacjami filmów dokumentalnych.
Zwiedzanie muzeum rozpoczyna się i kończy w sali upamiętniającej żołnierzy Palmach, którzy zginęli walcząc za utworzenie niepodległego Państwa Izraela.

## Zwiedzanie muzeum
Wizyta w muzeum musi być wcześniej umówiona. Grupy zwiedzających nie przekraczają zazwyczaj 25 osób (osoby pojedyncze są dołączane do grup zorganizowanych). Muzeum jest udostępniane dla dzieci powyżej 6 roku życia. Czas zwiedzania trwa około 90 minut. Istnieje możliwość skorzystania z zapisu dźwiękowego przewodnika w wersjach językowych: angielskim, hiszpańskim, francuskim i rosyjskim (przez słuchawki).

## Transport
Muzeum Palmach jest położone przy ulicy Haim Levanon, którą jadąc na zachód dojeżdża się do drogi ekspresowej nr 2 (Tel Awiw-Netanja-Hajfa). Natomiast jadąc ulicą Haim Levanon na północny wschód dojeżdża się do skrzyżowania z ulicą Keren Kayemet Le'Israel, którą jadąc na zachód dojeżdża się do drogi ekspresowej nr 2, a jadąc na wschód do węzła drogowego na autostradzie nr 20 (Ayalon Highway).
W pobliżu znajduje się także stacja kolejowa Tel Awiw Uniwersytet, obsługiwana przez Rakewet Jisra’el.